# RBM14
La proteína de unión al ARN 14 es una proteína que en humanos está codificada por el gen RBM14.

## Interacciones
Se ha demostrado que RBM14 interactúa con TARBP2.

## Organismos modelo
Se han utilizado organismos modelo en el estudio de la función RBM14. Se generó una línea de ratón knockout condicional llamada Rbm14tm1a(KOMP)Wtsi en el Wellcome Trust Sanger Institute. Se sometieron a animales machos y hembras a una prueba de cribado fenotípica estandarizada para determinar los efectos de la eliminación del gen. También se realizó un fenotipado inmunológico en profundidad.
| Características                                      | Fenotipo |
| ---------------------------------------------------- | -------- |
| Todos los datos disponibles en y                     |          |
| Leucocitos en sangre periférica 6 semanas            | Normal   |
| Insulina                                             | Normal   |
| Hematología 6 semanas                                | Normal   |
| Viabilidad homocigótica en P14                       | Normal   |
| Fertilidad homocigótica                              | Normal   |
| Peso corporal                                        | Normal   |
| Evaluación neurológica                               | Normal   |
| Fuerza de prensión                                   | Normal   |
| Dismorfología                                        | Normal   |
| Calorimetría indirecta                               | Normal   |
| Prueba de tolerancia a la glucosa                    | Normal   |
| Respuesta auditiva del tronco cerebral               | Normal   |
| DEXA                                                 | Normal   |
| Radiografía                                          | Normal   |
| Morfología ocular                                    | Normal   |
| Química clínica                                      | Normal   |
| Hematología 16 semanas                               | Normal   |
| Leucocitos en sangre periférica 16 semanas           | Normal   |
| Peso del corazón                                     | Normal   |
| Función citotóxica de células T                      | Normal   |
| Inmunofenotipado del bazo                            | Normal   |
| Inmunofenotipado de ganglios linfáticos mesentéricos | Normal   |
| Inmunofenotipado de médula ósea                      | Normal   |
| Composición inmune epidérmica                        | Normal   |